# العفيف (قرية)

تعديل مصدري - تعديل

العفيف هي إحدى قرى مديرية ماوية بمحافظة تعز اليمنية، بلغ تعداد سكانها 225 نسمة حسب التعداد السكاني في اليمن في 2004.